# زمین‌لرزه ۱۹۷۵ کنور
زمین‌لرزه کنور  در تاریخ ۱۹ ژانویه ۱۹۷۵ میلادی، برابر با ‎۲۹ دی ۱۳۵۳، ساعت ۸:۱۲:۰۸ به زمان یوتی‌سی در هند ، منطقه کنور رخ داد. ژرفای این زلزله ۴۸٫۲ کیلومتر بود، و بزرگی آن ۶ در مقیاس Mb اعلام شده‌است. زمین‌لرزه به وقت محلی در روز یکشنبه، ساعت ۱۳٫۵ روی داده و منطقه زمانی آن یوتی‌سی +۵٫۵ بوده‌است .
سازمان زمین‌شناسی آمریکا نیز رومرکز این زمین‌لرزه را در مختصات ۳۱°۵۷′۰۰″شمالی ۷۸°۳۱′۱۶″شرقی / ۳۱٫۹۵°شمالی ۷۸٫۵۲۱°شرقی و ژرفای آن را در ۳۳ کیلومتر گزارش کرده‌است. بزرگی برگزیدهٔ این سازمان از میان بزرگیهای محاسبه‌شدهٔ مختلف ۶ در مقیاس بوده و از دید اثر، در میان چهار دسته‌بندی «نامحسوس»، «محسوس»، «زیان‌آور» یا «با تلفات»، زلزله را «نامحسوس» اعلام کرده‌است.